# Mihai Sin
Mihai Sin (n. 5 noiembrie 1942, Făgăraș – d. 6 mai 2014, Târgu Mureș) a fost un scriitor român.
Este fiul lui Dănilă Sin, maistru mecanic, și al Eugeniei.
În 1965 a absolvit Facultatea de filologie a Universității Babeș-Bolyai din Cluj, iar mai târziu a predat ca profesor de limba română la Târgu-Mureș (1985-1971). A luat doctoratul în 2003.
A fost redactor la revista Vatra (1971-1990), director al Editurii Albatros (1990-1991) și atașat cultural la Ambasada României în Israel (aprilie-decembrie 1992).
Membru al Uniunii Scriitorilor din România din 1974, al P.E.N. Club, secția română, din 1991.
A debutat în 1966, în revista Steaua, cu o schiță. 
A mai colaborat la: Tribuna, România literară, Viața Românească, Transilvania, Luceafărul, Revista 22 etc.
În romanul Quo Vadis, Domine radiografiază societatea românească de sub regimul comunist, publicarea primului volum al romanului generând puternice polemici și reacții vehemente ale unor „intelectuali” al căror nume este legat de moștenirea trecutului totalitar al României.

## Opera
- Așteptând în liniște, Editura Dacia, 1973
- Viața la o margine de șosea, Editura Cartea românească, 1975
- Bate și ți se va deschide Editura Cartea românească, 1978, Editura Dacia XXI, 2010
- Terasa, povestiri, Editura Eminescu, 1979
- Ierarhii, Editura Eminescu, 1981
- Cestiuni secundare- chestiuni principale, publicistică, Editura Eminescu, 1983
- Schimbarea la față, roman, 1985
- Rame și destin, proză scurtă, Editura Cartea Românească, 1989
- Quo Vadis, Domine?, 2 vol.,1993-1996; Editura Nemira, 2007
- Reședința, 1996
- Marea Miză, teme și obsesii ale romancierului român contemporan, 2003, Editura Nemira (2008) ISBN  978-973-143-181-9

## Premii
- 1978 - Premiul Uniunii Scriitorilor pentru romanul Bate și ți se va deschide
- 1985 - Premiul Uniunii Scriitorilor pentru romanul Schimbarea la față
- 1990 - Premiul pentru proză al revistei „Flacăra”